# Hampsonodes
Hampsonodes är ett släkte av fjärilar. Hampsonodes ingår i familjen nattflyn.

## Dottertaxa tillHampsonodes, i alfabetisk ordning[1]
- Hampsonodes albimedia
- Hampsonodes albiorbis
- Hampsonodes ampliplaga
- Hampsonodes aperiens
- Hampsonodes atrosignata
- Hampsonodes basicarnea
- Hampsonodes bicornuta
- Hampsonodes bilineata
- Hampsonodes cirrus
- Hampsonodes comaltepeca
- Hampsonodes confisa
- Hampsonodes dislocata
- Hampsonodes divisa
- Hampsonodes ferrealis
- Hampsonodes fulvimedia
- Hampsonodes fuscoma
- Hampsonodes grandimacula
- Hampsonodes indistincta
- Hampsonodes infirma
- Hampsonodes latifascia
- Hampsonodes leucographa
- Hampsonodes leucopis
- Hampsonodes lilacina
- Hampsonodes maneti
- Hampsonodes mastoides
- Hampsonodes medioalba
- Hampsonodes melagona
- Hampsonodes mesochroa
- Hampsonodes naevia
- Hampsonodes nigrescens
- Hampsonodes niphetodes
- Hampsonodes obconica
- Hampsonodes oliveata
- Hampsonodes orbica
- Hampsonodes oryx
- Hampsonodes parta
- Hampsonodes promentoria
- Hampsonodes pygmaea
- Hampsonodes retracta
- Hampsonodes rhodopis
- Hampsonodes rufula
- Hampsonodes saturatior
- Hampsonodes xanthea